# Bernardo Bertoglio
Bernardo Bertoglio (Masserano, 9 agosto 1875 – Bobbio, 13 ottobre 1953) è stato un vescovo cattolico italiano.

## Biografia
Nacque a Masserano, allora in provincia di Novara e arcidiocesi di Vercelli, il 9 agosto 1875.

### Formazione e ministero sacerdotale
Il 29 giugno 1898 fu ordinato presbitero dall'arcivescovo Lorenzo Carlo Pampirio.
Dopo l'ordinazione perfezionò i suoi studi, conseguendo la laurea in teologia presso la Pontificia facoltà teologica di Torino.
Il 21 gennaio 1902 divenne vicario parrocchiale a Trino, mentre nel dicembre 1907 fu trasferito a Serravalle Sesia, dapprima come delegato arcivescovile, poi come parroco. Il 4 dicembre 1924 fu nominato prevosto della parrocchia di San Bartolomeo a Trino e vicario foraneo.

### Ministero episcopale

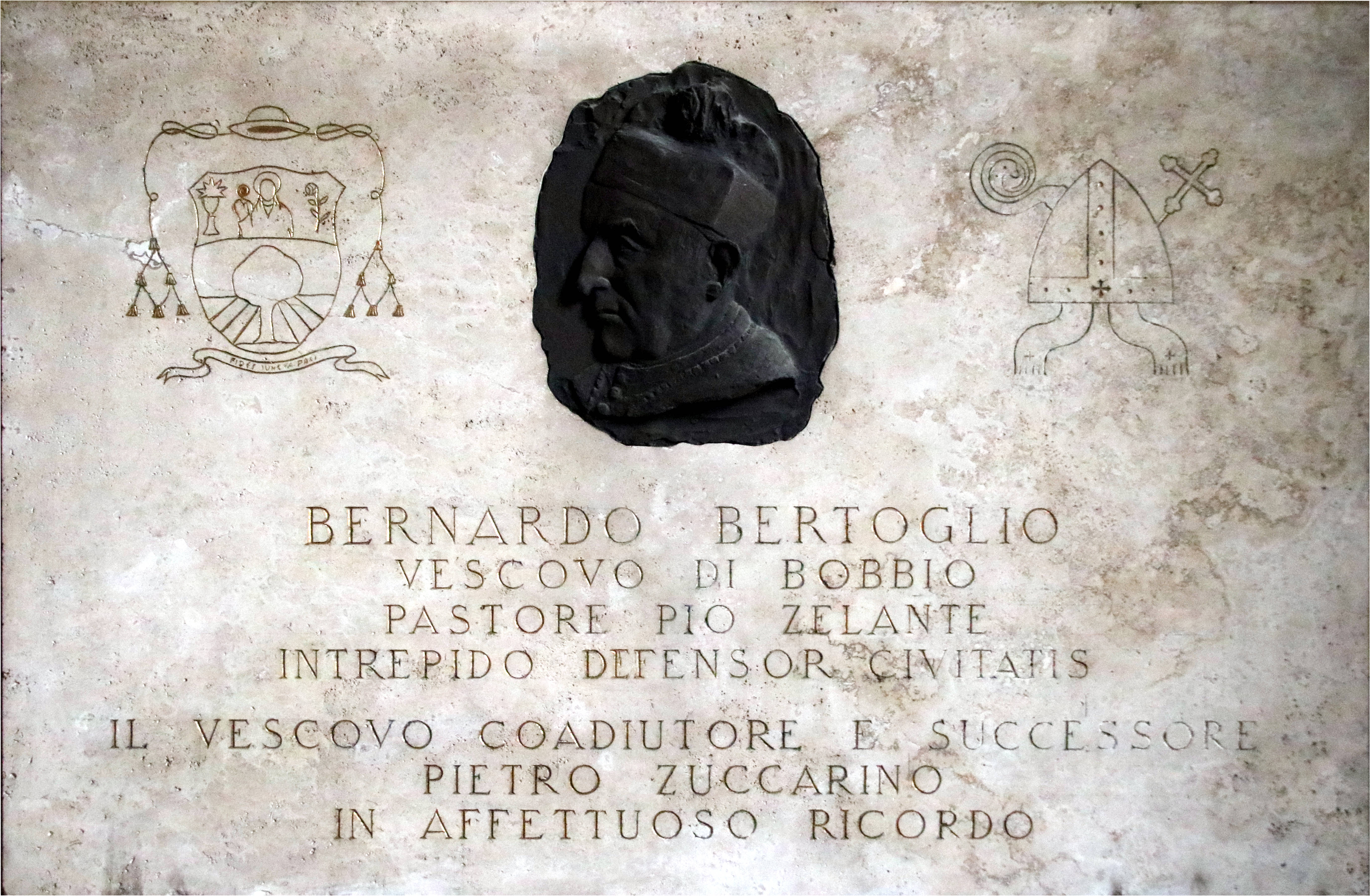
Lapide a ricordo di mons. Bertoglio, nella concattedrale di Santa Maria Assunta a Bobbio.

Il 3 febbraio 1934 papa Pio XI lo nominò vescovo ausiliare di Palestrina e vescovo titolare di Nazianzo. L'8 aprile successivo ricevette l'ordinazione episcopale, nella chiesa di San Bartolomeo a Trino, dall'arcivescovo metropolita di Vercelli Giacomo Montanelli, co-consacranti Giuseppe Rossino, arcivescovo titolare di Tessalonica, e Albino Pella, vescovo di Casale Monferrato. Il 24 maggio entrò in diocesi.
Il 15 febbraio 1937 lo stesso papa lo nominò vescovo di Bobbio; succedette a Matteo Pellegrino, deceduto il 23 febbraio 1936. Prese possesso della diocesi il 16 aprile 1937 per mezzo del procuratore mons. Carlo Muzio, vicario capitolare; il 18 aprile fece il suo ingresso in diocesi.
L'11 febbraio 1938 indisse un congresso eucaristico diocesano, svoltosi dal 25 al 28 agosto seguenti, mentre nel 1947, in occasione del primo centenario dalla morte dell'allora beato Antonio Maria Gianelli, celebrò un congresso mariano.
Durante la seconda guerra mondiale, il 27 agosto 1944, andò incontro a un gruppo di fascisti e tedeschi arrivato a Bobbio, portando con sé una bandiera bianca e un crocefisso, e promise che non ci sarebbe stata resistenza nella città: salvò così il centro abitato dalle rappresaglie dei nemici. Successivamente, grazie alla sua mediazione, evitò altri rastrellamenti, guadagnando il titolo postumo di defensor civitatis.
Il 13 maggio 1950 accolse il presidente della Repubblica d'Irlanda Seán T. O'Kelly, giunto a visitare la tomba di San Colombano.
Morì il 13 ottobre 1953, all'età di 78 anni, a Bobbio. Dopo le esequie, celebrate il 16 ottobre dal suo vescovo coadiutore Pietro Zuccarino nella cattedrale di Santa Maria Assunta a Bobbio, fu sepolto nella cripta dello stesso edificio.

## Genealogia episcopale
La genealogia episcopale è:
- Cardinale Scipione Rebiba
- Cardinale Giulio Antonio Santori
- Cardinale Girolamo Bernerio, O.P.
- Arcivescovo Galeazzo Sanvitale
- Cardinale Ludovico Ludovisi
- Cardinale Luigi Caetani
- Cardinale Ulderico Carpegna
- Cardinale Paluzzo Paluzzi Altieri degli Albertoni
- Papa Benedetto XIII
- Papa Benedetto XIV
- Papa Clemente XIII
- Cardinale Marcantonio Colonna
- Cardinale Giacinto Sigismondo Gerdil, B.
- Cardinale Giulio Maria della Somaglia
- Cardinale Carlo Odescalchi, S.I.
- Cardinale Costantino Patrizi Naro
- Cardinale Lucido Maria Parocchi
- Cardinale Andrea Carlo Ferrari
- Cardinale Eugenio Tosi, O.SS.C.A.
- Arcivescovo Giacomo Montanelli
- Vescovo Bernardo Bertoglio